# Distretto di Brezina
Il distretto di Brezina è un distretto della provincia di El Bayadh, in Algeria.

## Comuni
Il distretto di Brezina comprende 3 comuni:
- Brezina
- Kraakda
- Ghassoul